# Anna Anvegård
Anna Elin Astrid Anvegård (* 10. Mai 1997) ist eine schwedische Fußballnationalspielerin. Mit 90 Toren in drei Spielzeiten war sie maßgeblich am Aufstieg von Växjö DFF von der dritten in die erste schwedische Liga beteiligt.

## Karriere

### Verein
Anvegård stand seit der Saison 2015 bei Växjö DFF unter Vertrag und erzielte in ihrer Premierensaison in Division 1 Södra Götaland 27 Tore in 17 Ligaspielen. Ab 2016 spielte Växjö in der Elitettan, wo sie in zwei Spielzeiten in 51 Spielen 63 Tore erzielte, womit sie zweimal Torschützenkönigin wurde. In der ersten Saison wurde als Dritter knapp der Aufstieg in die  Damallsvenskan verpasst, was als Meister 2017 dann gelang. In ihrer ersten Erstligasaison erzielte sie in 21 Spielen 14 Tore und sicherte so dem Verein als zweitbeste Ligatorschützin die Erstklassigkeit. In der Saison 2019 startete sie mit fünf Toren in 12 Spielen, wechselte am 12. August aber zum Ligakonkurrenten FC Rosengård. Für Rosengård erzielte sie in neun Spielen neun Toren, gewann mit dem Verein die Meisterschaft und wurde mit insgesamt 14 Toren Torschützenkönigin der Damallsvenskan 2019.
Im Juli 2021 erhielt sie einen Zweijahresvertrag beim FC Everton. Nach nur einer Spielzeit kehrte sie zurück nach Schweden und spielt nun für BK Häcken.

### Nationalmannschaft
Anvegård durchlief die schwedischen U-Nationalmannschaften und nahm 2013 mit der U-17-Mannschaft an den beiden Qualifikationsrunden zur U-17-Fußball-Europameisterschaft der Frauen 2014 teil, scheiterte dort aber an der französischen Mannschaft. Ebenso erfolglos nahm sie mit der U-19-Mannschaft an den beiden Qualifikationsrunden zur U-19-Fußball-Europameisterschaft der Frauen 2016 teil. Da ihre Vorgängerinnen das Turnier 2015 gewonnen hatten, konnte sie im November 2016 in Papua-Neuguinea an der U-20-Fußball-Weltmeisterschaft der Frauen 2016 teilnehmen. Die Schwedinnen schieden aber nach drei Gruppenspielen aus. Sie konnte dabei ein Tor gegen die Gastgeberinnen erzielen.
Am 7. Juni 2018 debütierte sie gegen Kroatien in der schwedischen A-Nationalmannschaft. Am 11. November 2018 erzielte sie beim Freundschaftsspiel gegen England ihr erstes Länderspieltor.
In der Qualifikation für die WM 2019 hatte sie zwei Kurzeinsätze von insgesamt 39 Minuten. Bei der WM wurde sie in drei Spielen eingesetzt. Im ersten Gruppenspiel gegen Chile wurde sie in der 65. Minute eingewechselt. Im zweiten Gruppenspiel gegen Thailand stand sie dann in der Startelf, wurde aber nach 77 Minuten ausgewechselt. Als Gruppenzweite erreichten sie die K.-o.-Runde, wo sie im Achtelfinale beim 1:0-Sieg gegen Kanada in der vierten Minute der Nachspielzeit eingewechselt wurde. Im Viertelfinale gewannen die Schwedinnen nach 24 Jahren wieder ein Pflichtspiel gegen die deutsche Mannschaft und qualifizierten sich damit für die Olympischen Spiele 2020. Im Halbfinale unterlagen sie Europameister Niederlande nach Verlängerung, konnten dann aber das Spiel um Platz 3 gegen England gewinnen. Am 17. September 2020 erzielte sie bei 8:0-Sieg im EM-Qualifikationsspiel gegen Ungarn drei Tore. Insgesamt erzielte sie fünf Tore in sechs Qualifikationsspielen und qualifizierte sich mit ihrer Mannschaft als Gruppensiegerinnen für die EM-Endrunde.
Sie wurde auch für die wegen der COVID-19-Pandemie um ein Jahr verschobenen Olympischen Spiele 2020 nominiert, zunächst als Reserve. Nach Aufstockung der Kader wegen der Pandemie gehörten auch die Backups zum Kader. Bei den Spielen stand sie beim 2:0-Sieg im dritten Gruppenspiel gegen Neuseeland, bei dem einige Stammspielerinnen nach den beiden vorherigen Siegen geschont wurden, in der Startelf und erzielte in der 17. Minute das erste Tor. Danach wurde sie erst wieder im Finale gegen Kanada zur zweiten Halbzeit der Verlängerung eingewechselt. Am Ende sprang für die Schwedinnen wie 2016 die Silbermedaille heraus, da im finalen Elfmeterschießen sie wie drei ihrer Mitspielerinnen ihren Elfmeter nicht verwandeln konnten.
In den ersten fünf Spielen der Qualifikation für die WM 2023 hatte sie nur einen 60-minütigen Einsatz im zweiten Gruppenspiel gegen Georgien. Bei zwei Spielen saß sie auf der Bank, für die letzten beiden fiel sie wegen einer Gehirnerschütterung aus.
Für die EM-Endrunde 2022 wurde sie nicht nominiert. Für die WM 2023, bei der die Schwedinnen Dritte wurden, wurde sie auch nicht nominiert. Da erstmals das Abschneiden bei der WM für die europäischen Teams nicht entscheidend für die Qualifikation zu den Olympischen Spielen 2024 war, hatten die Schwedinnen, die als Dritte nicht qualifiziert gewesen wären, noch die Chance sich über die UEFA Women’s Nations League 2023/24 für die Spiele in Paris zu qualifizieren. Die Schwedinnen konnten aber nur zwei Spiele gewinnen und verpassten als Gruppendritte nicht nur das Final Four Turnier, bei dem um zwei Olympiatickets gespielt wurde und verpassen damit erstmals die Olympischen Spiele. Zudem mussten sie auch in die Relegation. Hier setzten sie sich aber mit zwei 5:0-Siegen gegen Bosnien-Herzegowina durch, so dass sie in Liga A verbleiben. Anvegård kam in vier der sechs Gruppenspiele und beiden Play-off-Spielen zum Einsatz und erzielte ein Tor.
In der Qualifikation für die EM 2025 wurde sie in zwei der sechs Gruppenspiele und drei von vier Play-off-Spielen eingesetzt, in denen sich die Schwedinnen für die EM-Endrunde qualifizierten. Dabei wurde sie immer ein- oder ausgewechselt.

## Erfolge
- 2016 und 2017: Torschützenkönigin der Elitettan
- 2017: Gewinn der Zweitligameisterschaft (Aufstieg in die Damallsvenskan)
- 2019: Dritte der Weltmeisterschaft
- 2019: Schwedische Meisterin (mit Rosengård)
- 2019: Torschützenkönigin der Damallsvenskan
- 2021: Silbermedaille bei den Olympischen Spielen 2020